# La Bergère et le Ramoneur

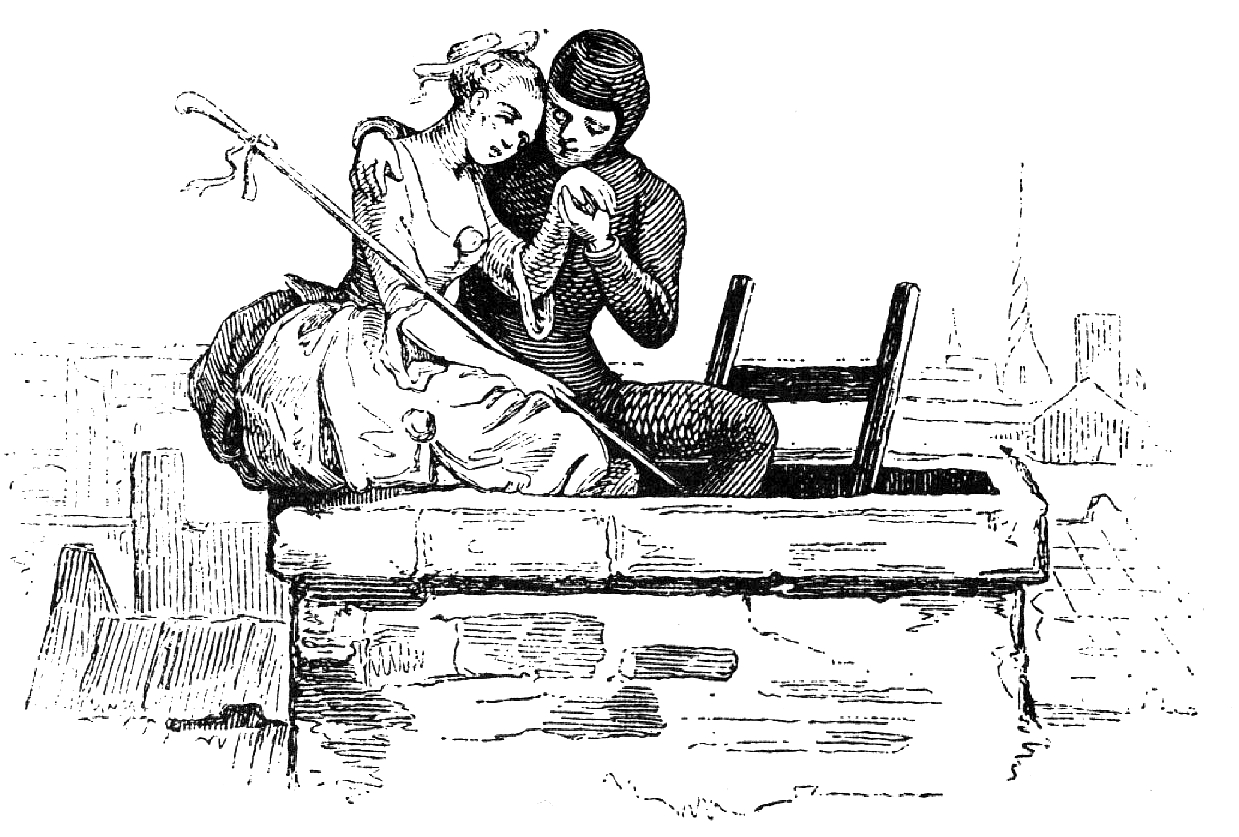
La Bergère et le Ramoneur.

La Bergère et le Ramoneur est un conte de Hans Christian Andersen publié en 1845.

## Résumé
Deux figurines de porcelaine (une bergère et un ramoneur) sont éprises l'une de l'autre ; mais un vieux Chinois, lui aussi de porcelaine, affirme être le grand-père de la bergère et veut marier celle-ci à un satyre surnommé le « sergent-major-général-commandant-aux-pieds-de-bouc ». Les deux amoureux décident donc de quitter la maison où ils vivent.

## Adaptations

### Cinéma
Paul Grimault a adapté le conte en deux films d'animation. La première adaptation, La Bergère et le Ramoneur, est sorti en salles en 1953. Ce film n'a jamais été réédité et n'est plus disponible depuis cette date, selon les vœux de Paul Grimault. La seconde adaptation, Le Roi et l'Oiseau, est sorti en 1980. Certains éléments du film de 1953 ont été réutilisés dans cette nouvelle version. L'histoire mouvementée de cette réalisation est racontée par Jean-Pierre Pagliano dans son livre « Le Roi et l'Oiseau. Voyage au cœur du chef-d'œuvre de Prévert et Grimault », éd. Belin, 2012.  Sébastien Roffat dans " La Bergère et le Ramoneur de Paul Grimault et Jacques Prévert : chronique d'un désastre annoncé" (juin 2020, Éditions L' Harmattan) raconte avec force détails  la genèse, le déroulement artistique, financier et juridique de ce premier film d'animation Français où on se rend compte que tout n'a pas été dit, loin de là et que l'histoire et les médias n'ont donné raison qu'aux auteurs en écartant la parole du producteur André Sarrut.
Il existe également une version animée russe des studios Soyuzmultfilm (1965).

### Arts plastiques
La Bergère et le Ramoneur est une scène animée d'Armand Langlois.